# Sestrže
Sestrže este o localitate din comuna Majšperk, Slovenia, cu o populație de 332 de locuitori.